# 石室圣心大教堂
石室圣心大教堂，正式名称为广州圣心大教堂（法語：Cathédrale du Sacré-cœur de Jésus），坐落於中国广东省广州市越秀区人民街道靖海门社区一德路旧部前56号，是天主教广州总教区其中一间大教堂。教堂建於1863年，落成於1888年，历时25年。由于教堂的全部墙壁和柱子都是用花岗岩石砌造，所以又称之为“石室”或石室耶稣圣心堂、石室天主教堂。
作为中国最大的哥特复兴式建筑之一，圣心大教堂是广州著名的旅游景点，于1996年11月被列入第四批全国重点文物保护单位。

## 历史

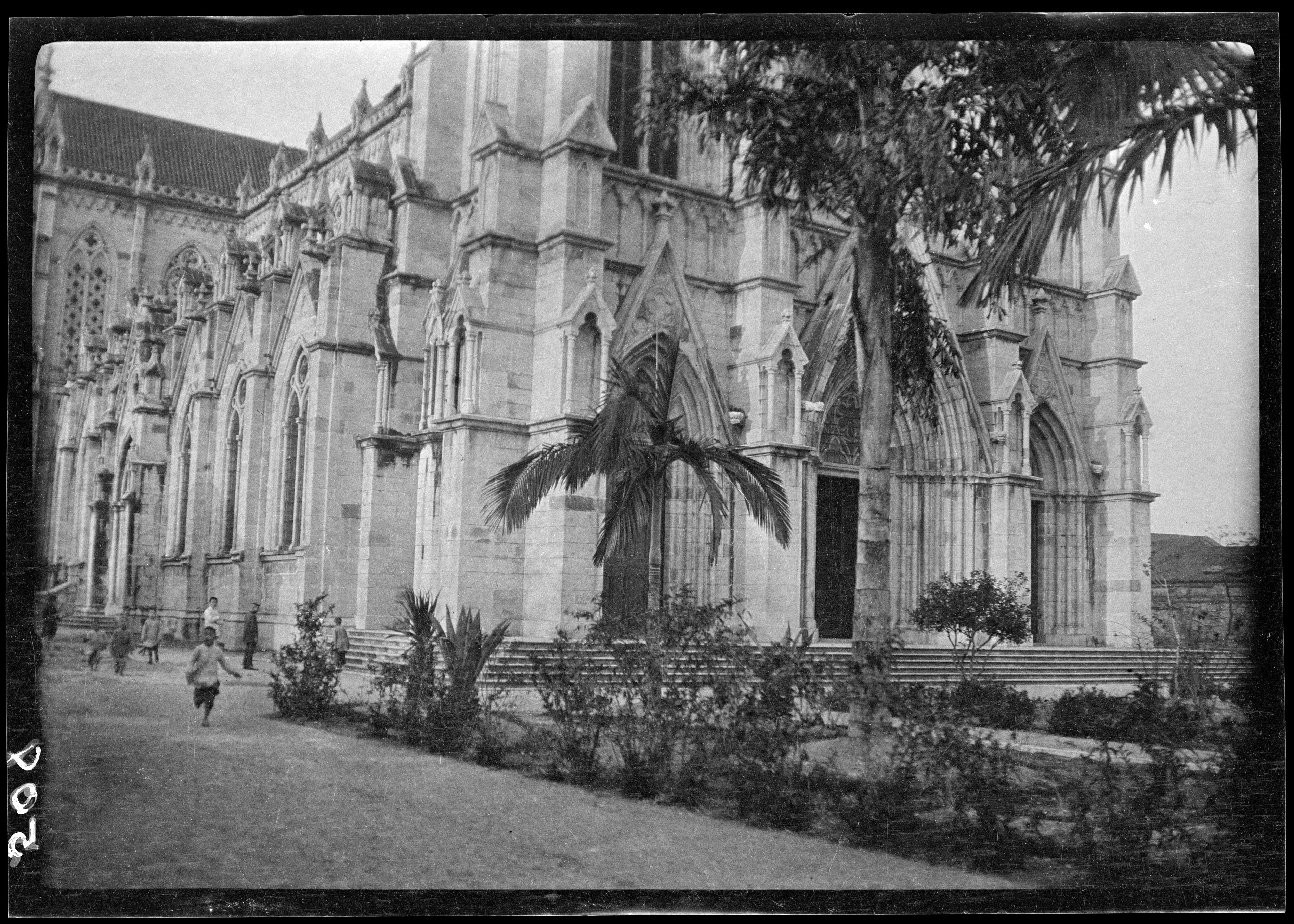
1917年至1919年間的石室

1858年，两广地区的教务由澳门教区独立出来，交由巴黎外方传教会接管，成立粤桂监牧区，该会法籍会士明稽章（Philippe François Zéphirin Guillemin）获教廷委任为首任宗座监牧。明稽章本人早于1848年10月来粤传教，当时他已有要在广州建立一间大教堂的设想。咸丰元年（1851年）在当时的两广部堂旁边购置房产，并建立了一间小教堂。咸丰三年（1853年）开始与广东地方当局谈判建造教堂的有关事宜，但当时的谈判并不顺利。其后第二次鸦片战争爆发，英法联军攻陷广州城，新城内靠近珠江的两广总督部堂被摧毁，当时的两广总督葉名琛被俘。
战后明稽章依据清廷所签的《北京条约》中第六款“传教士可在各省租买田地建造天主教堂”的规定，要求广东地方当局归还以前被充公的教堂屋宇，用作新教堂的用地。广州当局最初提议了几块城外的土地，被明稽章拒绝，他以原来的教堂位于城内为由，要求以城内的土地作为补偿。最终在当时驻扎广州的法国海军总兵艾梅·庫普旺的军事支持下，逼使两广总督劳崇光于1861年1月25日签订合约，将两广总督行署基址，永租给巴黎外方传教会兴建天主堂，面积为42畝6分6釐，每畝租金为1,500文钱，1863年3月又再增租地17畝6分9厘。自此以教堂为中心，在北至大新路，南至卖麻街，东至白米巷，西至玉子巷的广阔区域，逐步建立起孤儿院、育婴院、圣心书院、明德女子中学、日新小学、聖方濟各小修院和中华无原罪圣母女修会等等附属设施，形成教徒群集区和华南的天主教传教中心。
明稽章在1858年回法国觐见法皇拿破仑三世，他陈述英美两国在广州的势力发展，引起拿破仑三世对法国在广州的影响力逊色于他国的忧虑，明稽章借势建言利用建立教堂和传教来扩大法国在华的影响力，以弥补贸易上的劣势，最终拿破仑三世许诺个人资助五十万法郎，同时也容许明稽章向法国的天主教徒募集捐款。而在法兰西第二帝国倒台后，法国议会在1873年7月以491票赞成、100票反对的票数批准，再拨付七万五千法郎以完成教堂的建设。
教堂的地基部分在1861年6月28日耶稣圣心节当日开工，1863年完成，同年12月8日的聖母無原罪日举行盛大的奠基仪式，周边的街道被装饰一新，也吸引了大批民众围观。两广总督乘坐八人大轿到场，一众文官、约300名八旗官兵，传教士和约20名神父，以及欧洲各国所有的驻粤领事和高级官员也一同出席。在奠基仪式上，当时的法国驻广州领事李天嘉（Gilbert de Trenqualye）和明稽章主教分别致辞。取自耶路撒冷的一块石头和取自罗马的一千克泥土被放置于两块奠基石之下，以示基督教创立于东方之耶路撒冷，而兴起于西方之罗马之意，两块奠基石上分别刻有“Jerusalem 1863”和“Roma 1863”的字样。
教堂的建造遭遇不少阻力，在历经两次鸦片战争之后，当时的广州的社会气氛是民众普遍排斥和敌视洋人。在建筑方面，与十三行和沙面的情况不同，教堂的位置是位于城墙内，在周围一片低矮民居的包围下非常突出，而教堂的建筑风格不为当时的民众所接受，其高耸的两座尖塔尤为明显，人们认为会为城市和周边的居民带来厄运。教堂的建设在1869年被迫中断，因当时的两广总督接到朝廷的指示拒绝延长采石的限期，面对这种局面，主教明稽章直接与北京的朝廷官员进行交涉，令问题得以解决。在1884年，因为中法战争的原因排外情绪再度高涨，传教士从广州撤出，而教堂遭到民众的洗劫。尽管从构思建堂到筹集款项，再到监督建设，明稽章是教堂计划得以实现的关键人物，但他本人却无缘得见教堂的完工。明稽章在1879年9月被教廷召回，此后未能重返中国，于1886年，即教堂建成前的两年，以72岁的高龄在巴黎病逝。石室教堂在接任主教邵斯（Augustin Chausse）的主持下建造完成。

## 建筑

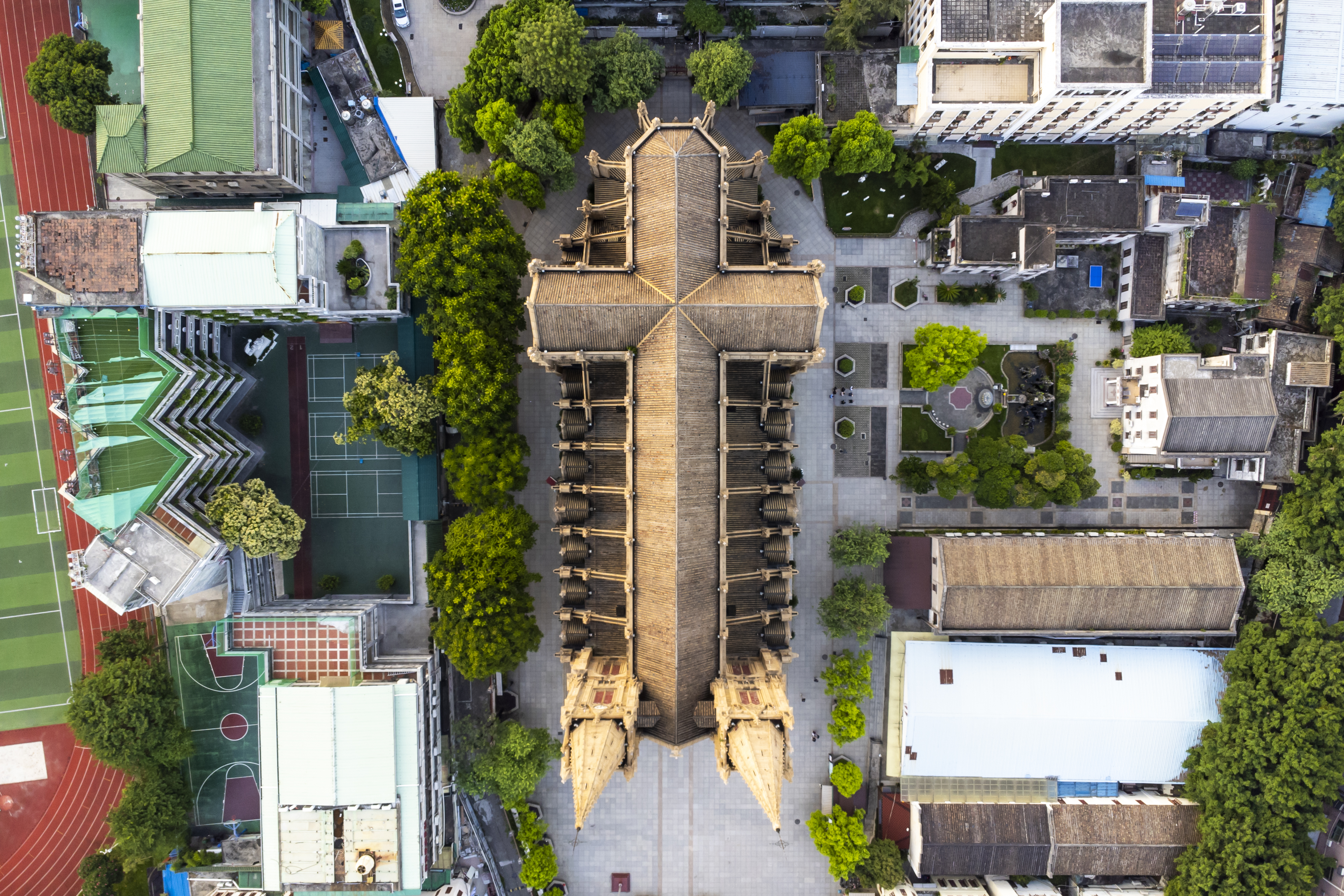
空中俯瞰“石室”的十字结构

聖心大教堂是东南亚及中國最大的石結構教堂。建筑面积为2924平方米，东西宽32.85米，南北长77.17米，中殿屋顶高28.2米，塔尖到地面高度为52.76米。教堂的主要建筑师是来自法国南锡的Léon Vautrin，主教明稽章曾在法国洛林一带看到过不少Léon Vautrin的作品，Vautrin的建筑才华给他留下了深刻的印象，因此邀请他设计广州的教堂，并且在Léon Vautrin的建议和选择下，他的设计经同样来自南锡的Charles Hyacinthe Humbert作进一步修改和细化，Humbert本人也亲赴中国指导教堂的建设执行，而在后面的时间接替Humbert的则是另一位来自巴黎的建筑师Antoine Hermitte。石室教堂的正立面是仿照巴黎第七区的圣克罗蒂德教堂而建，而中殿和半圆形后殿的内部则是参照法国的图勒大教堂，整座教堂而言是属于19世纪兴盛于欧洲的歌德复兴式风格。
由於教堂全部使用花岗石建成，而廣州並不出產花崗石，教堂用盡了當時從香港九龙的牛頭角及茶果嶺開採出來的麻石。这些石用帆船运至广州，再用人工打凿，吊装，粘合。建造过程经历重重艰难，最初由两位法国建筑工程师指挥，由于与本地工人语言不通，加上中国人从来没有建造哥德式教堂的经验，工程开展数年，仅垒起几尺高的石块，两位法国建筑师因水土不服，在开工两年后提前回国，后来得一位到工地探望同乡的广东揭阳县坪上镇尖田村南门（一说为揭阳县河婆镇）建筑工人（石匠）蔡孝留下担任总管工，前后历时25年，终在1888年完成。單單是開採用石，就已用了8年。由於教堂是用花岗石建筑，故又名“石室”。
石室圣心教堂正面是一对巍峨高耸的双尖石塔，西側石塔裝置时钟，而东侧石塔原本安放五個法國運來的銅響鐘，但其中一个在1980年代初被教堂的神父送给了广西梧州的一座教堂（已被重新熔铸），因此现在塔内只剩下四个铜钟；教堂内有尖形肋骨高叉的拱形穹窿；合掌式的花窗棂分布在正面大门上和四周墙壁。教堂的门窗均以红、黄、蓝、绿等七彩玻璃镶嵌，既避免了室外强光射入，又使室内光线终年保持着柔和，形成慈祥、肃穆的宗教气氛。在高處俯瞰整座教堂，會發現其像一個平放的拉丁十字架。教堂门外的石阶梯原来是七级，后来由于多年积土和地面的抬高，现在实际上只看到五级阶梯。

## 破壞

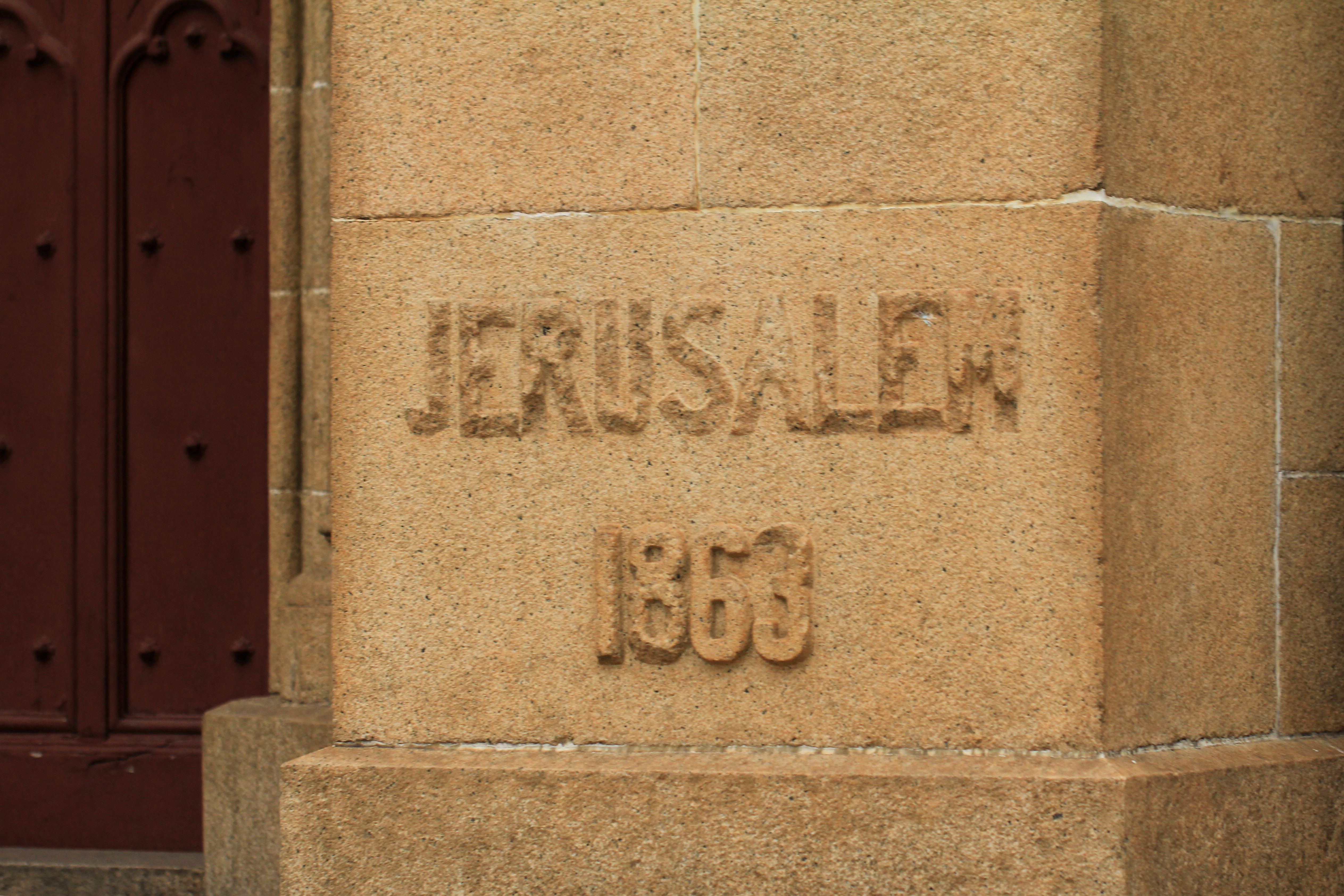
文革時被破壞的字體

以教堂为中心，周边区域原本建有包括教会学校、孤儿院、修院在内的庞大附属建筑群，经过多年的拆毁和占用，属于教会的土地面积不断减少，现存的历史建筑只剩下教堂本身、背面的主教府和东西两边的颐铎堂，同时附近区域兴建了大量的高层建筑，对教堂和街区的历史风貌造成很大的负面影响。
抗日戰爭期間，广州遭受日军的猛烈空袭，其中一架日機撞上塔尖的避雷針，撞在教堂前的滄海茶樓，後爆炸，堂内的彩色玻璃损失过半，西塔的时钟亦被震停。中華民國政府在1949年撤出廣州時炸毀鄰近的海珠橋，导致教堂的玻璃绝大部分被震坏。
文化大革命爆发后，1966年“破四旧”期间，大教堂遭到红卫兵损毁，“石室”内所有宗教油画被撕掉，抗战后剩下的部份拿破仑时期的彩色玻璃全被打碎，花窗被打碎，所有经书和讲道用的含跪板长椅堆成小山在教堂里焚烧掉，石壁石柱部份被烧得爆裂，楼顶的狮头排水口全用铁锤打碎，大教堂一度变身垃圾处理场，直到文革后才重新开放。由石室门前至一德路的一小段馬路，原稱聖心路，路長58米，寬18米。在“文化大革命”時期，廣州市內諸多地名均被當局修改，聖心路於1966年被改為「勞動路」，寓意不靠救世主，全靠勞動人民自己之意，至今沒有復名。
现今的广州市政府将石室圣心大教堂区域规划为体现本地文化的“城市客厅”，欲促进旅游业发展和城市品质提升，但由于毗鄰一德路的咸鱼干货、玩具批發市場，此区域曾经人流密集，无牌五类车乱行乱停，整體衛生環境都較為髒亂，并未较好发挥城市名片的作用。经过若干次整治后，现今圣心大教堂前的环境已有明显改善。

## 修葺

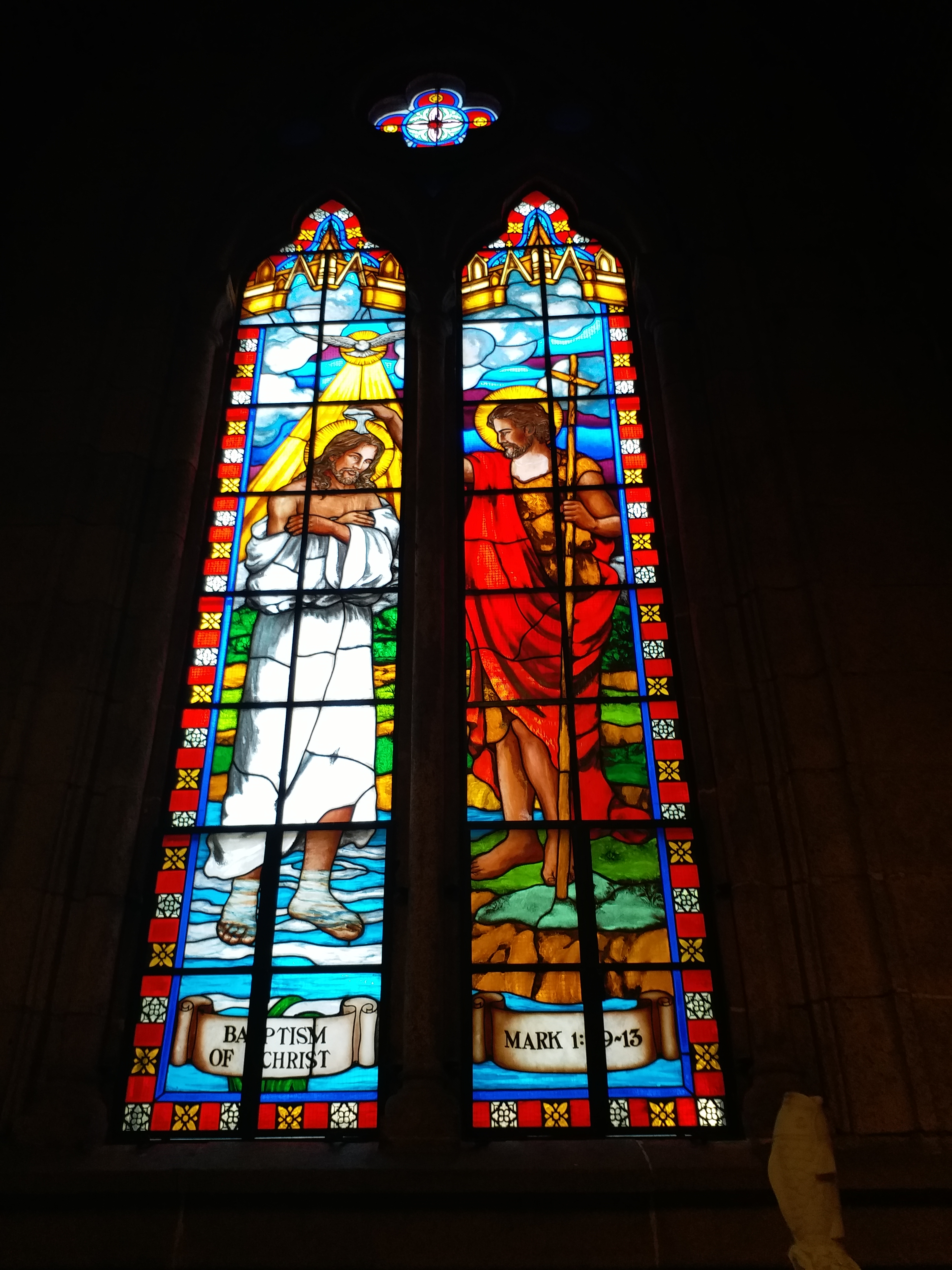
2007年大修后的彩色玻璃窗

圣心大教堂建成140多年来，经历过多次修葺。1928年，因发现白蚁，当时的主教魏畅茂（Antoine-Pierre-Jean Fourquet）把教堂原天面木制的桁角结构改为钢筋混凝土结构；1938年，他又把石室教堂木桁经楼和上塔铁梯改为用水泥钢筋建造，并在教堂外围东、西、南三面筑起1.5米高的铁枝栏杆；文革结束后的1984年，国务院宗教事务局（现国家宗教事务局）拨款10万元，维修该堂瓦面，重新装上避雷针，修复花岗岩大十字架，并对教堂内外全面清洗及修葺；1987年，再拨款5万元，维修石室全部钢窗，把所有窗户换上国产彩色玻璃；1990年，广州市政府拨款3万元，维修石室广场地面和教堂前的五级石阶，同年12月24日修复大时钟芯和南、西、北三向钟面，将废置24年的机械大时钟按原样改装为石英大时钟；1992年，广州市政府拨款3万元修葺教堂内的四根大石柱。
最近一次大修，也是历年来规模最大的维修工程于2004年夏季动工，2006年秋季完成并重新开放教堂。其中维修的重点是彻底解决屋顶漏雨问题，拆除20年代建造的整个屋顶及大梁，原样重做；其次更换玻璃窗98扇，共710多平方米，价值则高达430多万元。教堂原本的玻璃窗是19世纪由法国进口，但历经战争以及文革期间红卫兵的破坏，已经几乎全部不存。由于中国大陆缺乏有制造教堂彩色玻璃经验的公司，新的玻璃窗从一间菲律宾公司订做，上面描绘圣经中的故事以及圣人的画像，下方带有英语的文字说明，有别于原来法国玻璃窗的拉丁文和法文说明。此外本次大修还对教堂的楼梯、信道、梁架进行整修，西塔新装国产的机械大钟、内外墙花岗岩以人手进行翻新清洗、修补石柱、天顶、祭台、告解亭、唱经楼、照明线路、灯光等全部室内配置。

## 开放时间

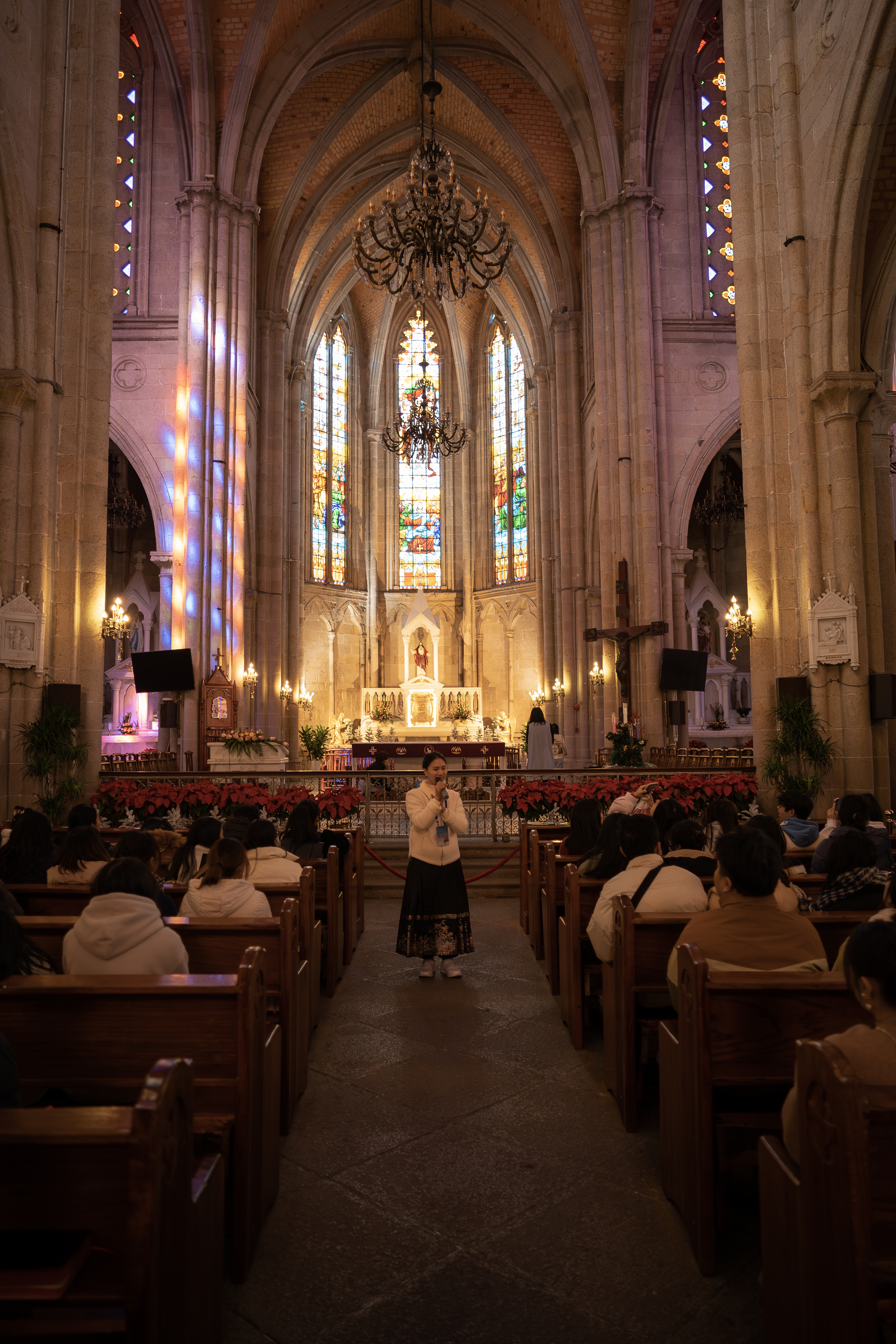
内景

石室教堂每天上下午对公众开放，在非弥撒时间，游客可隨便參觀；弥撒举行期间則不准许在堂內隨便走动，不过非天主教徒亦可以参与弥撒活动。而遇到复活节、圣诞节等宗教节日的时候当天也会有弥撒活动，受场地限制原则上優先供天主教徒入内，非天主教徒在人數不多的情況下也可以入内参加。

### 辦公時間
上午8:30-11:30，下午2:30-5:30，晚上7:30-8:50

### 彌撒時間
- 星期一至五：早上6:45（粵語廣州話）
- 星期六：下午4：00（韓語）晚上7:30（普通話）
- 星期日：早上6:30及8:30（粵語廣州話），早上10:30（普通話），下午3:30（英語）

### 活動時間
詩歌班排練（成人）
- 星期五：晚上7:30-9:00（粵語廣州話）

慕道班課程
- 星期二：下午2:30—4:30
- 星期五：晚上7:30—9:30
- 星期六：晚上7:30—9:30
- 星期日：上午9:45-12:00  下午2:30-4:30

聖經分享
- 星期一：晚上7:15-9:00（英文）
- 星期三：晚上7:15-9:00（中文）

## 图集

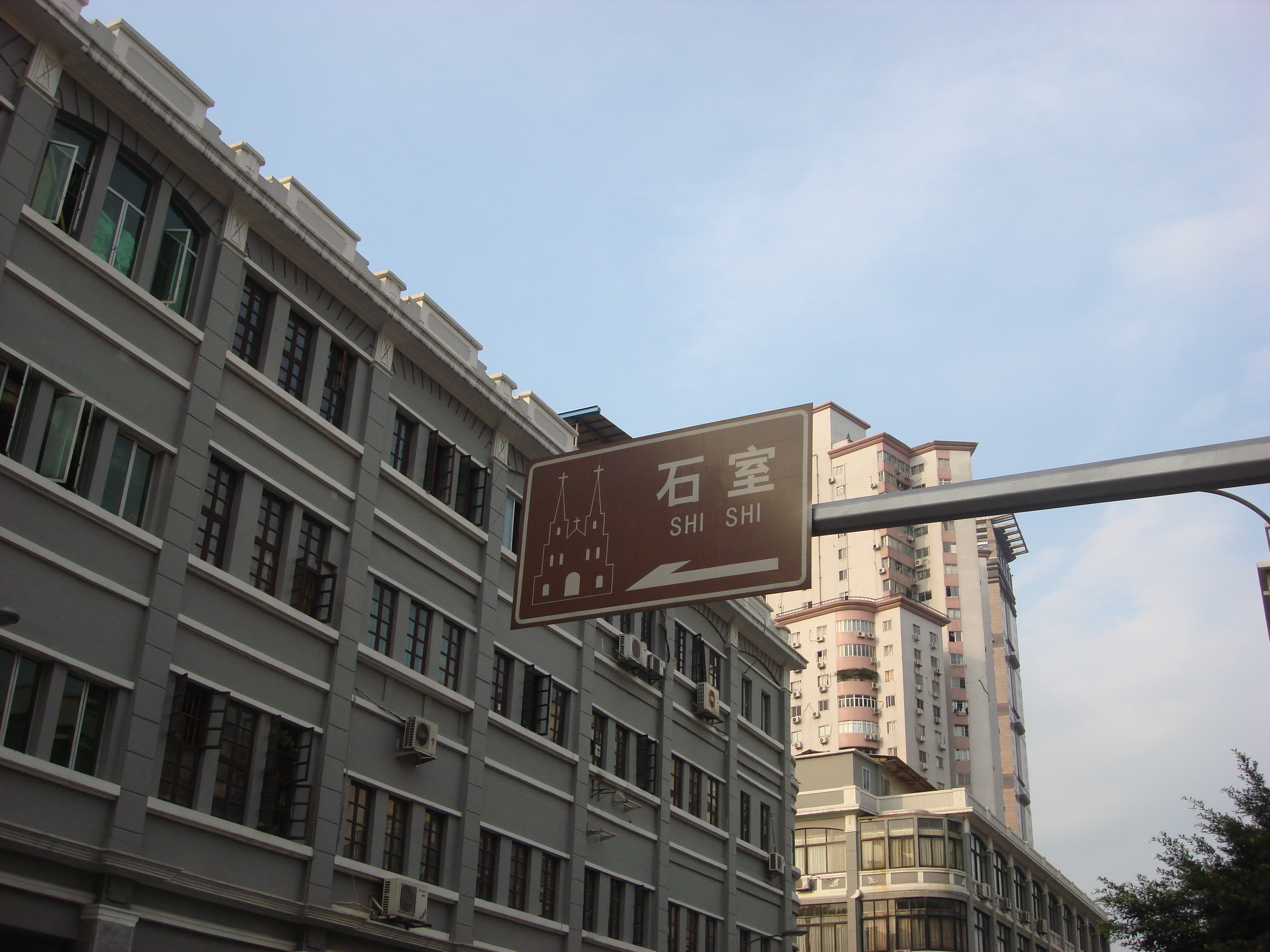
教堂英文名稱为「Sacred Heart Cathedral」，旅遊局在指示牌上使用漢語拼音「Shi Shi」表示（參見廣州地名），中文名沒有使用全稱。

### 外部

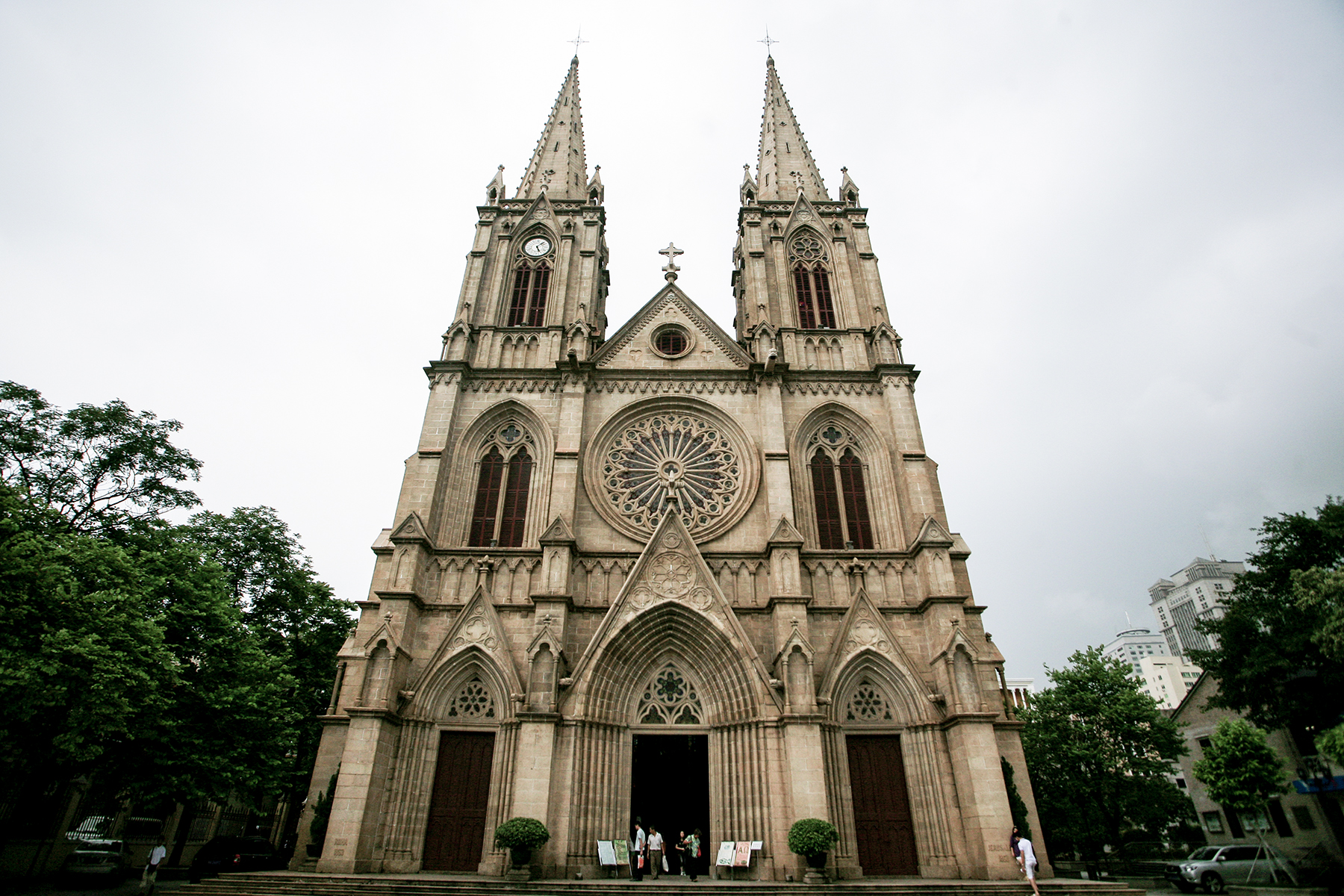
正面外觀
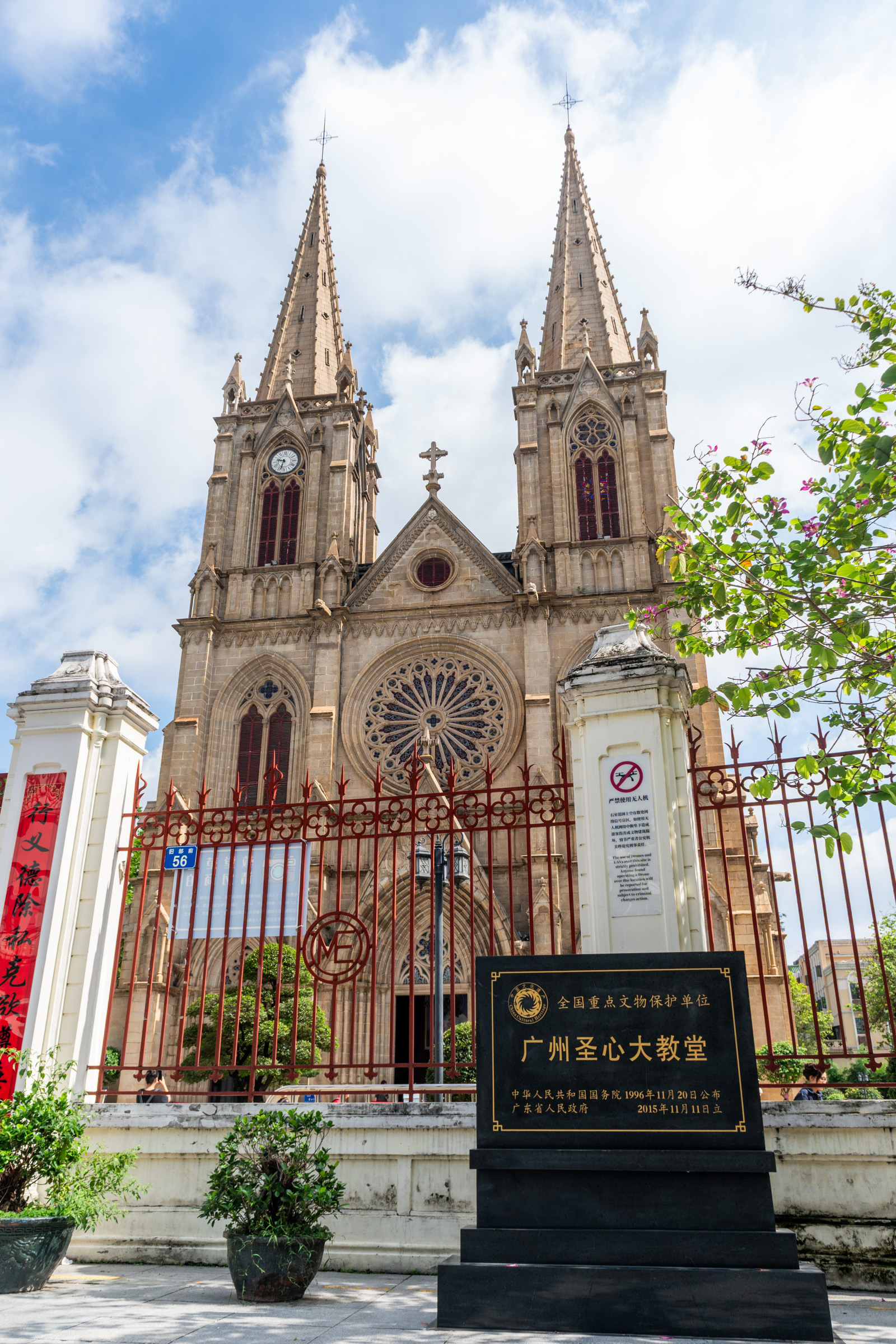
圣心大教堂的全国重点文物保护单位标识
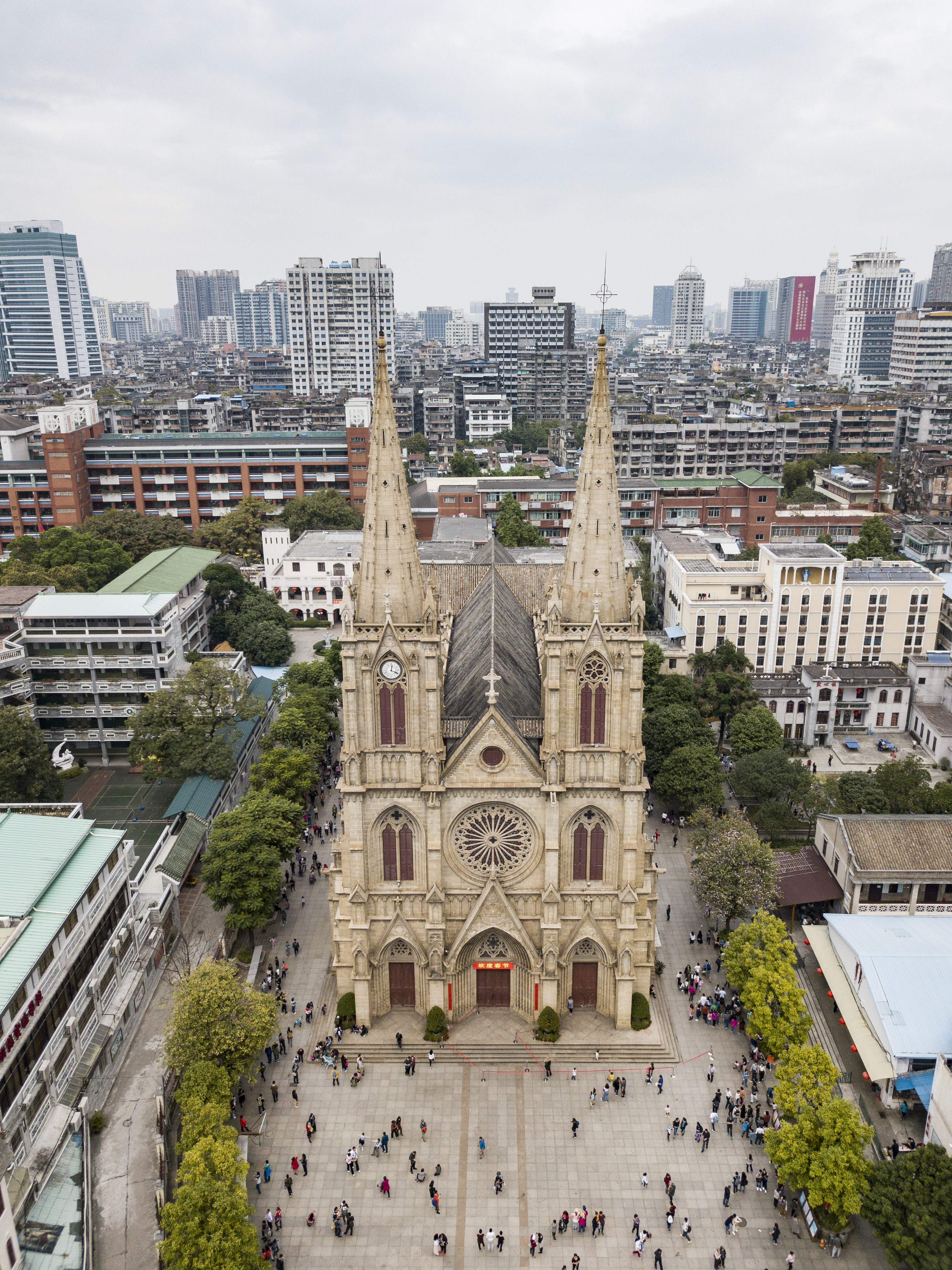
圣心大教堂全景
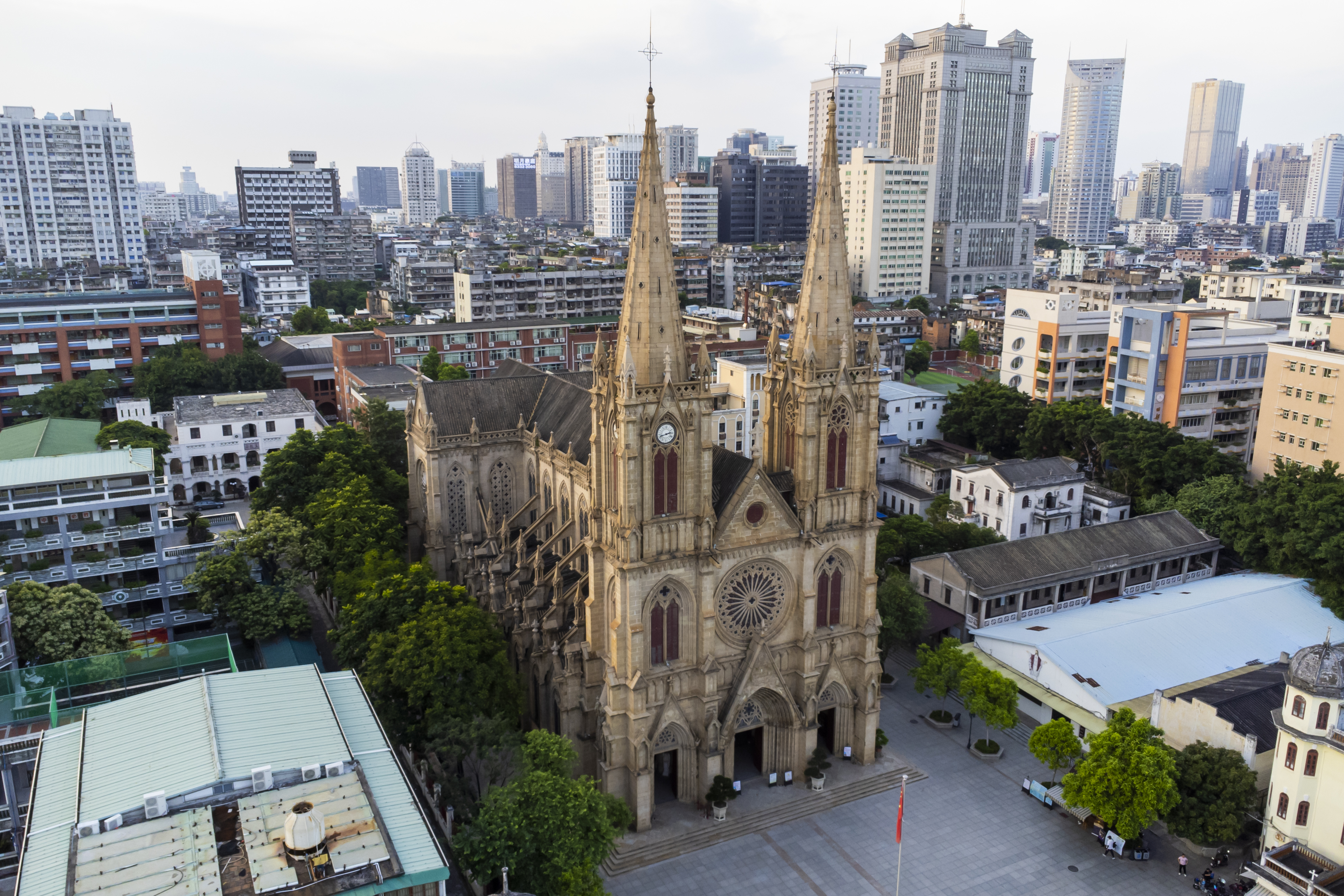
侧瞰圣心大教堂
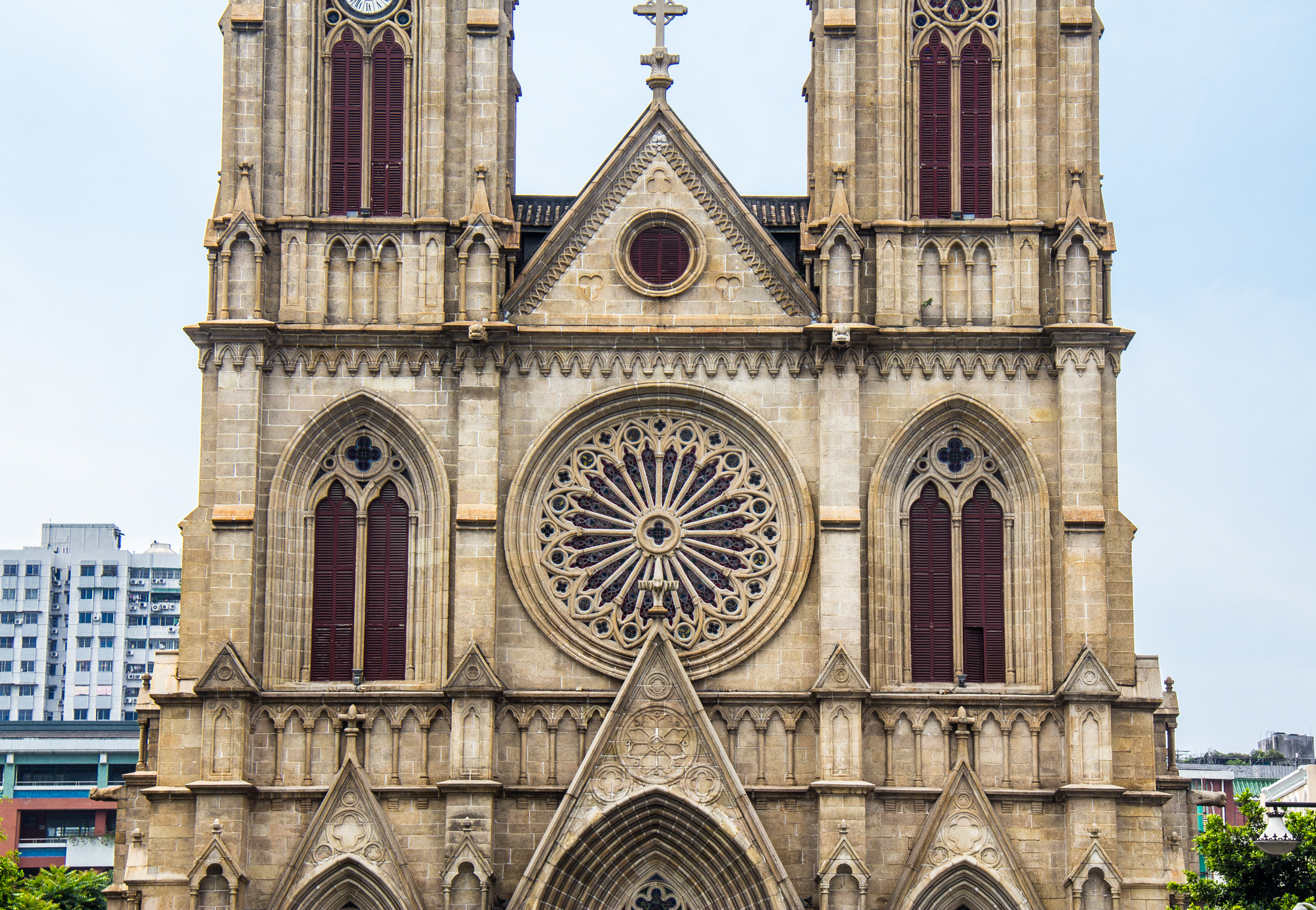
正面局部
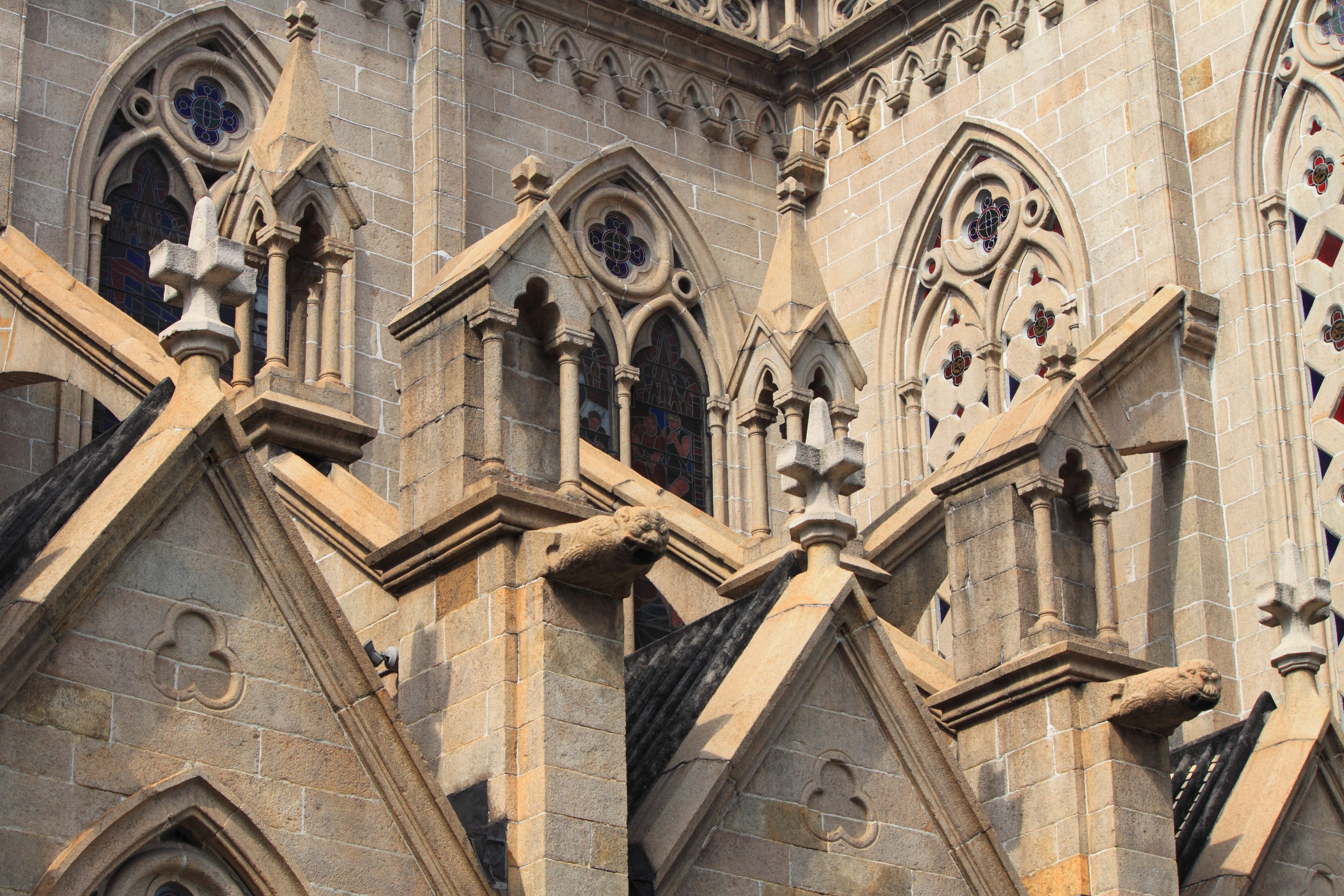
屋頂局部
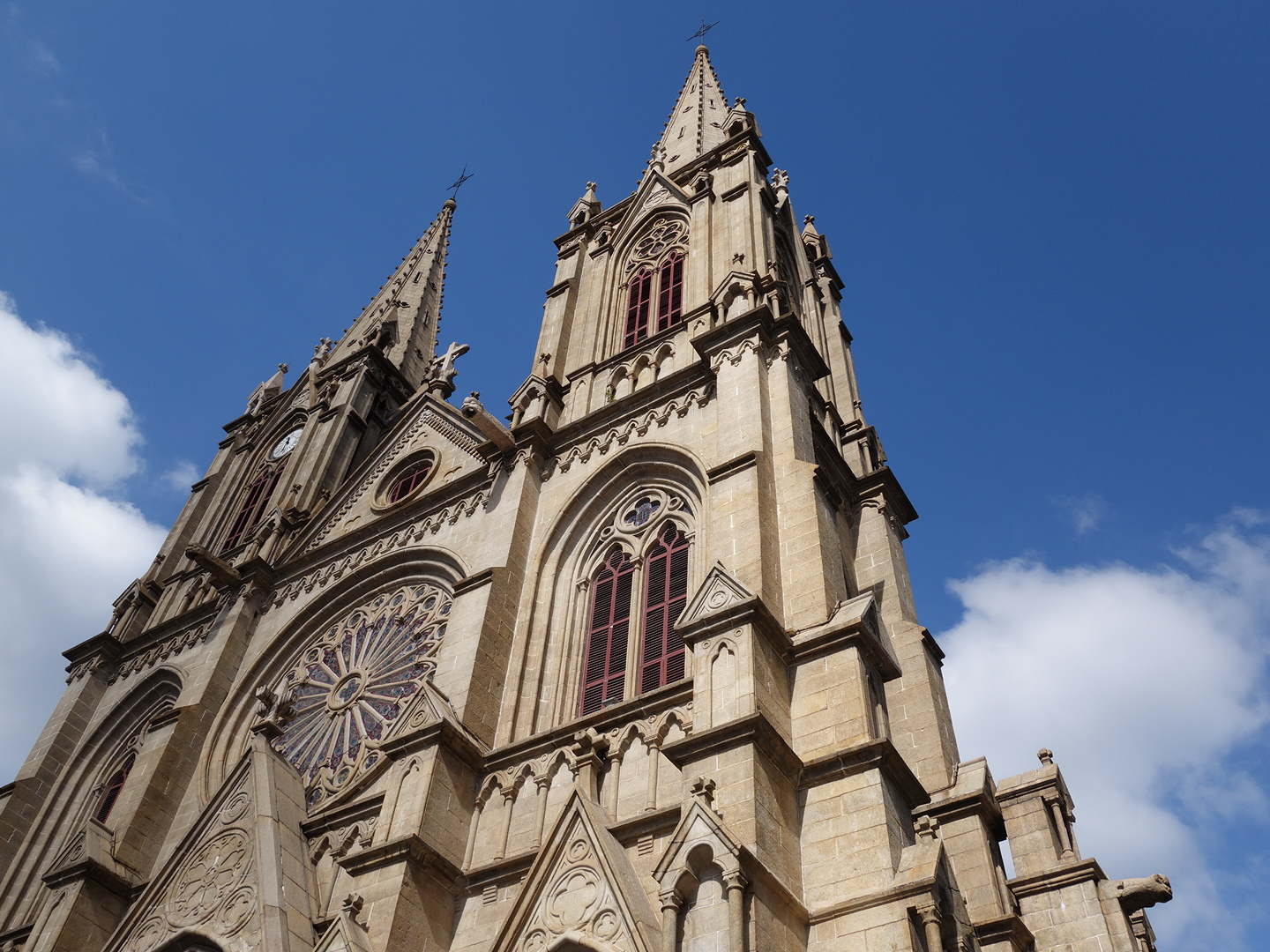
塔楼
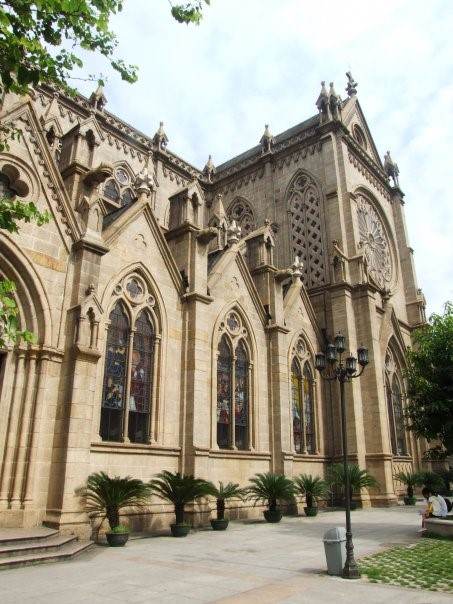
圣心大教堂的东立面
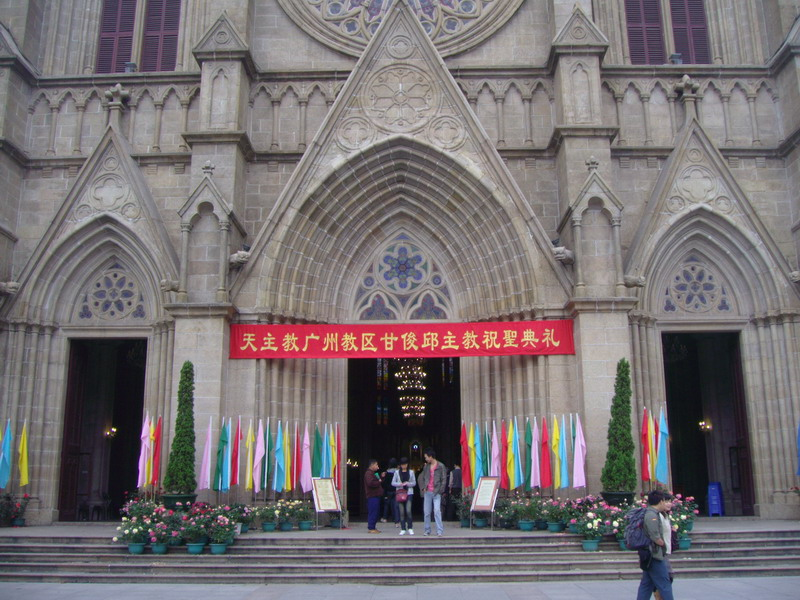
2007年天主教广州教区主教甘俊邱祝圣时的场景
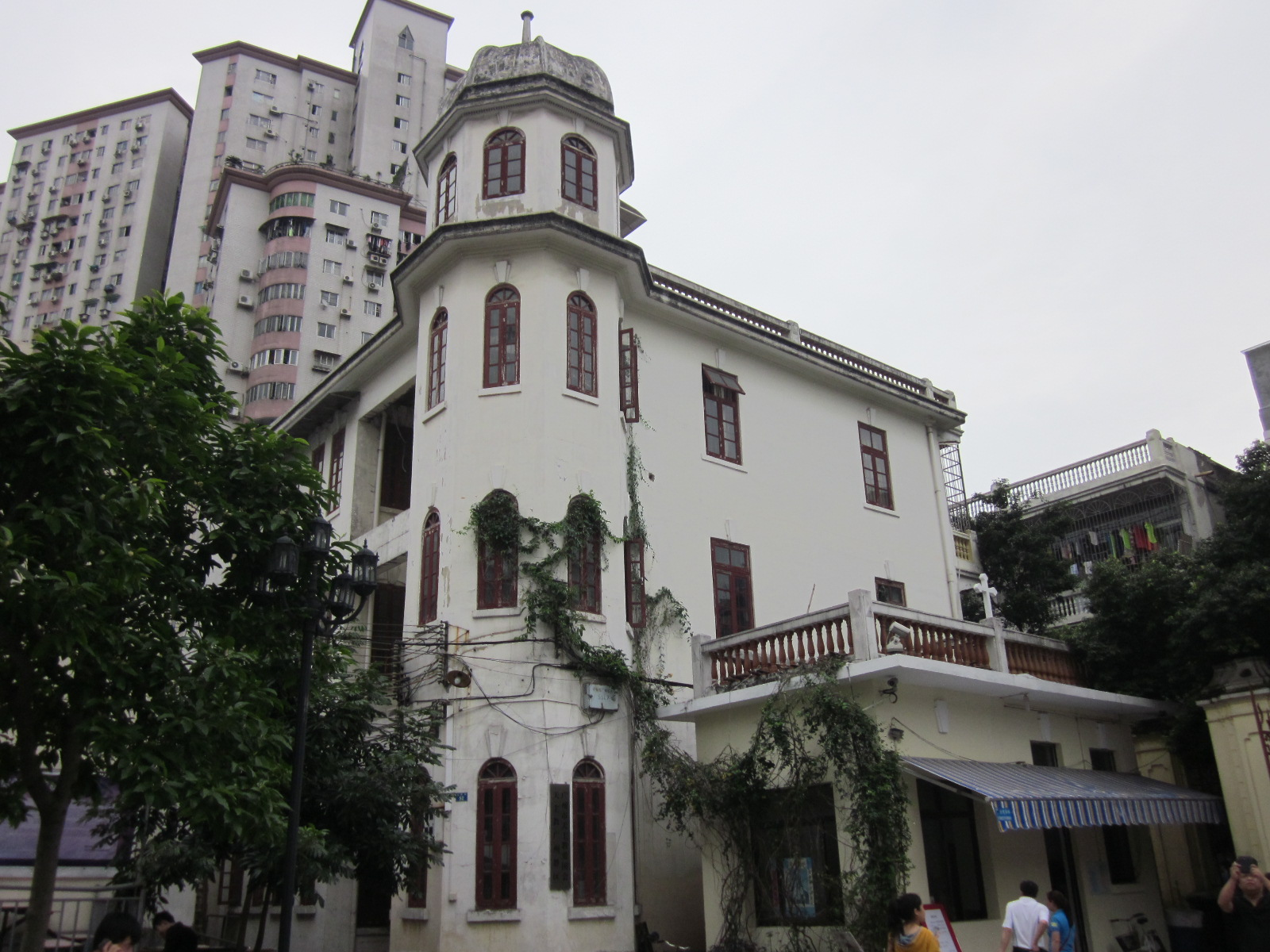
东面的颐铎堂

### 内部

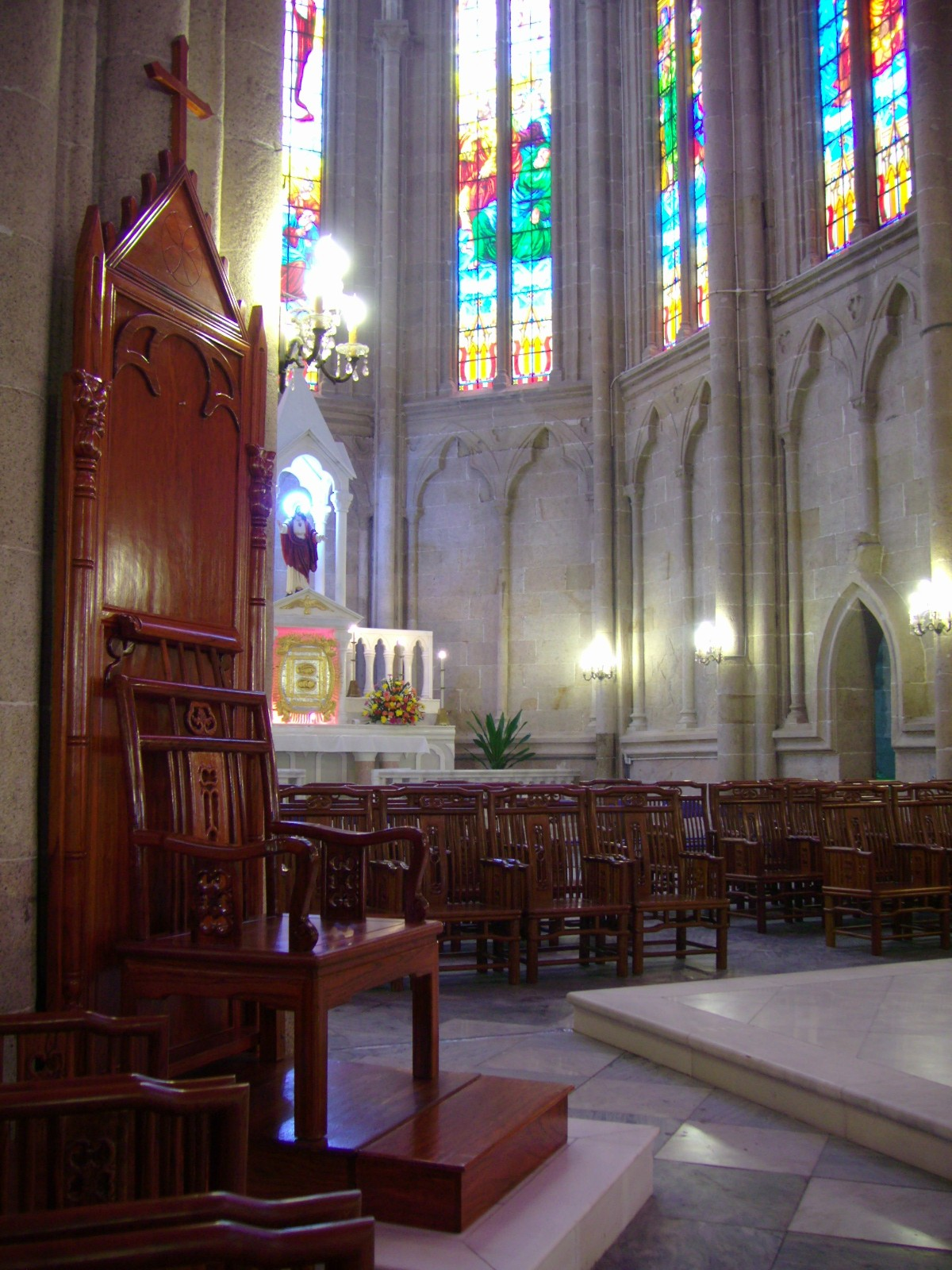
主教席位
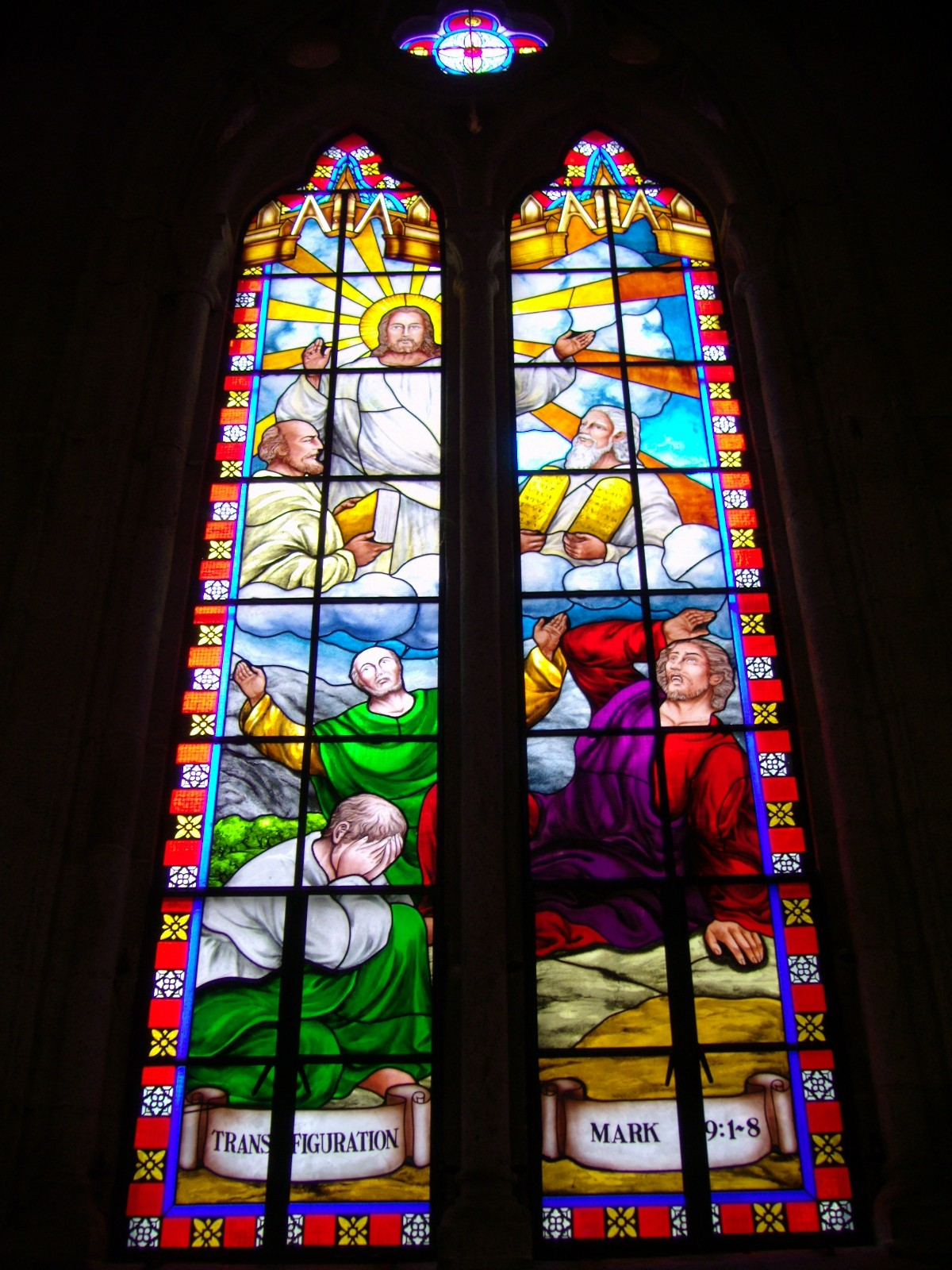
绘有圣经故事的彩窗
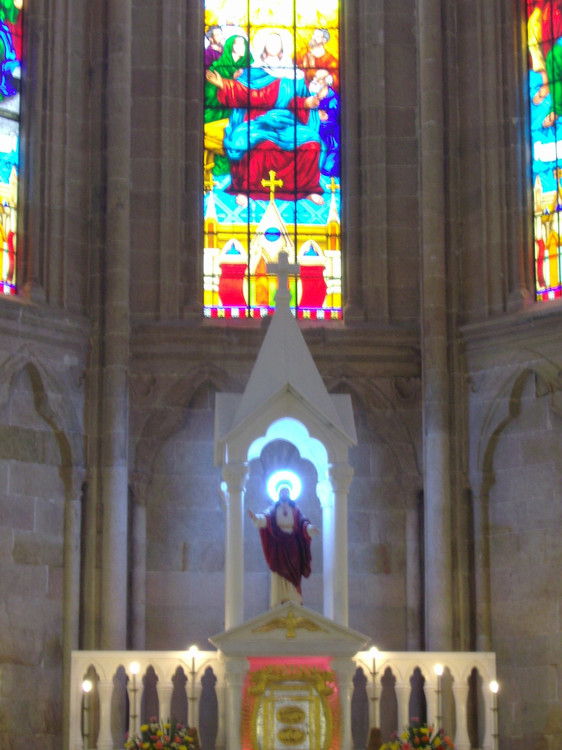
圣心大教堂内的耶稣像
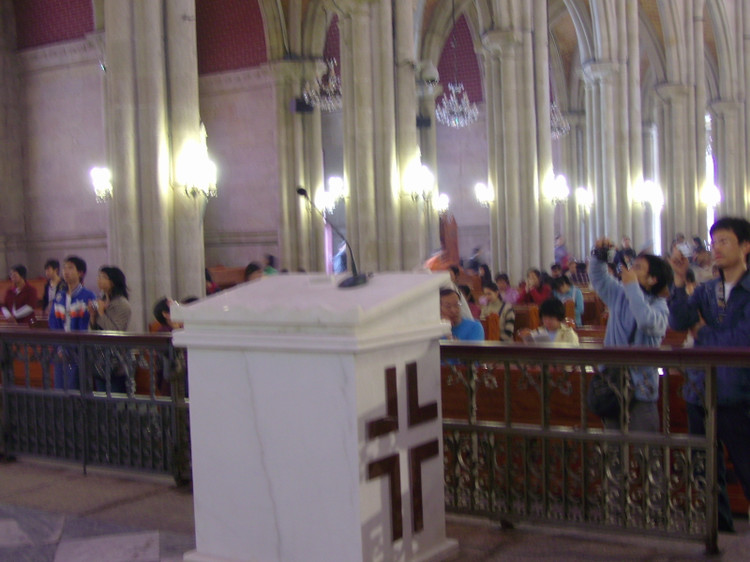
圣心大教堂的主讲台
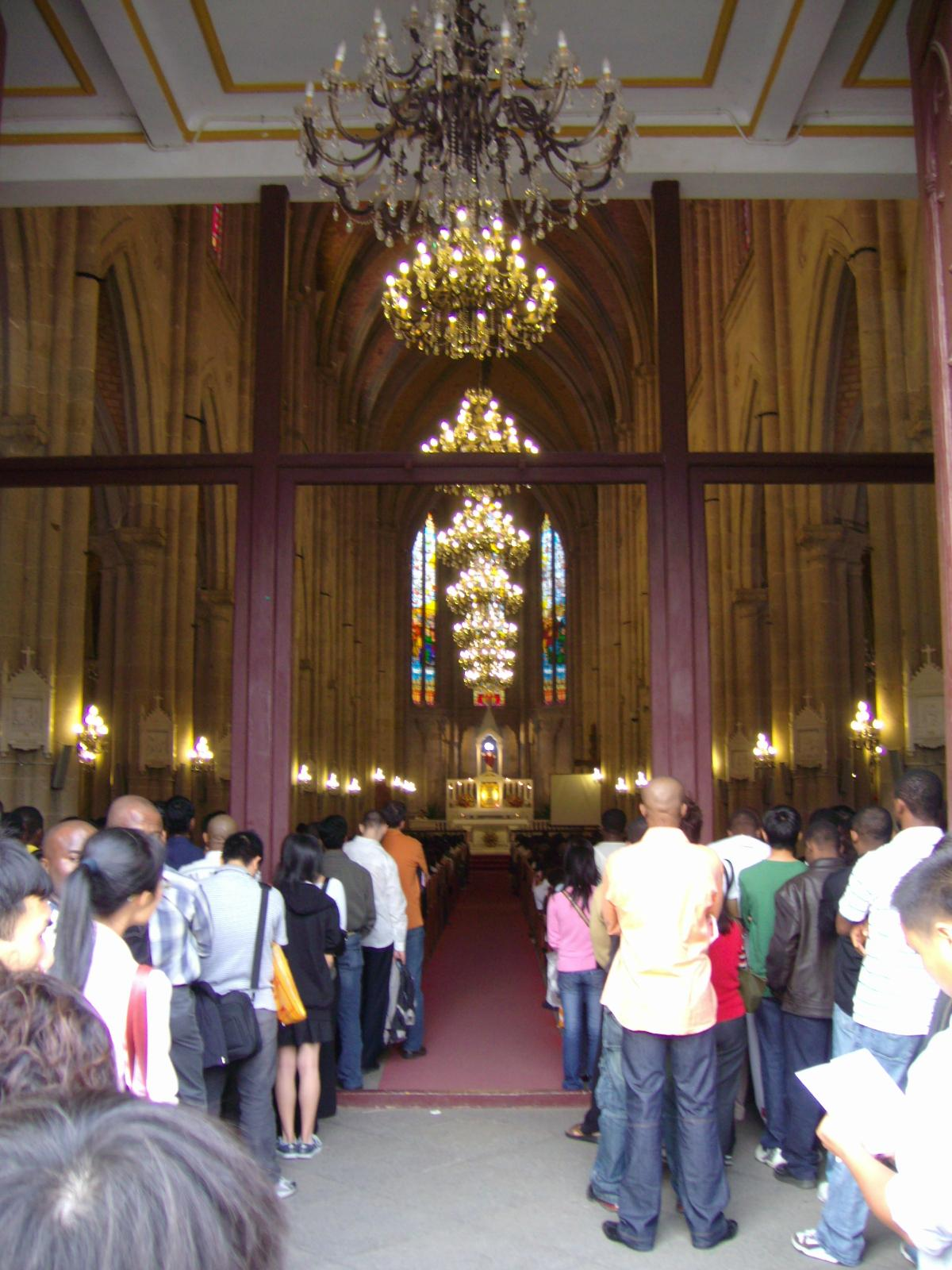
圣心大教堂周日下午的英文弥撒

## 公共交通
| 地铁：一德路站 公交：一德中站 \| 编号 \| 编号 \| 线路 \| 线路 \| 线路 \| 收费 \| 备注 \| \| ---- \| ---- \| ------------------ \| ---- \| -------------------- \| ----- \| --------------------------------- \| \| \| 4 \| 富力桃园（增埗村） \| ⇆ \| 白云路 \| 2元 \| \| \| \| 8 \| 中山八路 \| ⇆ \| 逸景翠园 \| 2元 \| \| \| \| 61 \| 滘口客运站 \| ↻ \| 上下九步行街 \| 2元 \| \| \| \| 82 \| 中山八路 \| ⇆ \| 沥滘 \| 2元 \| 经江南大道、东晓南路 \| \| \| 86 \| 沥滘路东 \| ⇆ \| 大学城（广工） \| 2元 \| \| \| \| 823 \| 逸景翠园 \| ⇆ \| 棠溪车场（粤溪北路） \| 2–3元 \| \| \| \| 夜6 \| 中山八路 \| ⇆ \| 新滘东路（龙潭村） \| 3元 \| 8路附属线路 \| \| \| 夜16 \| 门口岗 \| ⇆ \| 城西花园 \| 3元 \| \| \| \| 夜33 \| 石榴岗 \| ⇆ \| 中山八路 \| 4元 \| 经江南大道、东晓南路 82路附属线路 \| |      |                    |      |                      |       |                                   |
| 编号 | 编号 | 线路               | 线路 | 线路                 | 收费  | 备注                              |
| | 4    | 富力桃园（增埗村） | ⇆    | 白云路               | 2元   |                                   |
| | 8    | 中山八路           | ⇆    | 逸景翠园             | 2元   |                                   |
| | 61   | 滘口客运站         | ↻    | 上下九步行街         | 2元   |                                   |
| | 82   | 中山八路           | ⇆    | 沥滘                 | 2元   | 经江南大道、东晓南路              |
| | 86   | 沥滘路东           | ⇆    | 大学城（广工）       | 2元   |                                   |
| | 823  | 逸景翠园           | ⇆    | 棠溪车场（粤溪北路） | 2–3元 |                                   |
| | 夜6  | 中山八路           | ⇆    | 新滘东路（龙潭村）   | 3元   | 8路附属线路                       |
| | 夜16 | 门口岗             | ⇆    | 城西花园             | 3元   |                                   |
| | 夜33 | 石榴岗             | ⇆    | 中山八路             | 4元   | 经江南大道、东晓南路 82路附属线路 |